# Hypsugo
Hypsugo is een geslacht van zoogdieren uit de familie van de gladneuzen (Vespertilionidae). De wetenschappelijke naam van het geslacht werd in 1856 gepubliceerd door Friedrich August Rudolph Kolenati.

## Soorten
Er worden 17 soorten in dit geslacht geplaatst:
- Hypsugo affinis (Dobson, 1871)
- Hypsugo alashanicus (Bobrinski, 1926)
- Hypsugo arabicus (D. L. Harrison, 1979)
- Hypsugo ariel (O. Thomas, 1904)
- Hypsugo cadornae (O. Thomas, 1916)
- Hypsugo dolichodon Görföl, Csorba, Eger, Nguyen Truong Son, & C. M. Francis, 2014
- Hypsugo imbricatus (Horsfield, 1824)
- Hypsugo kitcheneri (O. Thomas, 1915)
- Hypsugo lanzai Benda, M. M. Al-Jumaily, Reiter, & Nasher, 2011
- Hypsugo lophurus (O. Thomas, 1915)
- Hypsugo macrotis (Temminck, 1840)
- Hypsugo mordax (W. C. H. Peters, 1866)
- Hypsugo musciculus (O. Thomas, 1913)
- Hypsugo petersi (A. B. Meyer, 1899)
- Hypsugo pulveratus (W. C. H. Peters, 1871)
- Hypsugo savii (Bonaparte, 1837) – Savi's dwergvleermuis
- Hypsugo vordermanni (Jentink, 1890)